# Święta Drużyna
Święta Drużyna (ros. Священная дружина) – tajna organizacja założona pod protektoratem carskiego dworu przez rosyjską arystokrację dworską najpóźniej latem 1881. do walki z ruchem rewolucyjnym (niezależnie od policji i żandarmerii).
Działalnością "Świętej Drużyny" kierował centralny komitet, na którego czele stał hrabia Pawieł Pietrowicz Szuwałow. Do kierownictwa "Świętej Drużyny" należeli wielcy książęta, ministrowie, generalicja rosyjska. Organizacja była ściśle konspiracyjna, członkowie grupowali się w "piątkach". W celach walki z rosyjskimi rewolucjonistami – emigrantami utworzono agenturę zagraniczną.
Członkowie "Świętej Drużyny" organizowali zabójstwa wybitnych rewolucjonistów, śledzili ich działalność.
W 1881 "Święta Drużyna" utworzyła fikcyjną organizacja pod nazwą "Ziemska Liga" w której imieniu prowadziła w prowokacyjnych celach pertraktacje z ocalałymi po pogromie organizacji po 1 marca 1881 roku członkami Komitetu Wykonawczego "Narodnej Woli".
Na jednym, z pierwszych posiedzeń "Świętej Drużyny" wydano trzy wyroki śmierci: na Lwa Hartmana — członka "Narodnej Woli", uczestnika zamachu na cara Aleksandra II na kurskiej linii kolejowej (19 listopada 1879), któremu udało się zbiec za granicę, na Henri Rocheforta — dziennikarza francuskiego, który w wydawanej przez siebie gazecie "L'Intransigeant" bronił rosyjskich rewolucjonistów i ostro występował przeciwko rządowi carskiemu, oraz na anarchistę Piotra Kropotkina.
Przebywający na emigracji Piotr Kropotkin został uprzedzony o przygotowywanym na niego zamachu i opublikował w gazecie "Le Revolte" notatkę, w której podał, iż znani mu są inicjatorzy zamachu na jego życie i że nazwiska ich zostaną opublikowane w prasie europejskiej z chwilą wykonania wyroku. Z obawy przed skandalem międzynarodowym, "Święta Drużyna" odwołała wyrok na Kropotkina.
Z końcem 1882 "Święta Drużyna" zakończyła działalność.